# Joël Drommel
Joël Drommel (ur. 16 listopada 1996 w Bussum) – holenderski piłkarz grający na pozycji  bramkarza w PSV Eindhoven.

## Sukcesy

### PSV Eindhoven
- Puchar Holandii: 2021/2022
- Puchar Holandii: 2022/2023
- Superpuchar Holandii: 2022
- Superpuchar Holandii: 2023
- Superpuchar Holandii: 2024[4]